# 丿部
丿部為漢字索引中的部首之一，計一畫，是康熙字典214個部首中的第4個（在一畫的中為第4個）。丿部構字時通常出現在左方或中間。一字帶「丿」且無其他部首可用時歸為丿部。

## 部首單字解釋
乁：ㄈㄨˊ，自左向右彎。見《說文》。
- 補充：一般讀作「撇」，在永字八法裏面稱為「掠」，亦為中文書法八大要素之一。在1980年代出現中文輸入法之後，丿部亦常成為中文輸入法的拆字部首之一。

## 字形

大篆
小篆寫法、如行雲流水。

### 部首字元及變形
在 Unicode和文字區的相關部首字元只有一個，就是康熙部首「⼃」（KANGXI RADICAL SLASH [U+2F03]）、文字區「丿」（CJK UNIFIED IDEOGRAPH-4E3F）。

## 名稱
- 漢語：丿部（注音：ㄆ一ㄝˇ ㄅㄨˋ）
- 朝鲜：、韓語：
- 日語：（へつぶ/hetsu-bu）、（no，和片假名中的ノ形似）、（haraibou）
- 越南語：（部丿）
- 英語：Radical Slash

## 字例
| 部首外筆畫 | 字例 -{            |
| ---------- | ------------------ |
| 0          | 丿乀乁             |
| 1          | 乂乃乄𠂊㐅𠂆𠂇𠂉   |
| 2          | 乊久乆乇么𠂎       |
| 3          | 之尹               |
| 4          | 乍乎乏乐𠂔         |
| 5          | 乑乒乓乔𠂢𠂤𠂪𠂫㐆 |
| 6          | 乕                 |
| 7          | 乖                 |
| 8          | 乗                 |
| 9          | 乘                 |
| 13         | 𠃅 }-              |

- 乑：下半部的俗字寫法。
- 乗：「乘」的日本新字体。